# Тирингија
Слободна држава Тирингија лежи у централној Немачкој и једна је од шеснаест држава (немачки Bundesländer), са површином од 16.200 km2 и 2,45 милиона становника. Главни град Тирингије је Ерфурт.

## Географија
Тирингија се граничи са (почев од севера и у правцу казаљке на сату) Доњом Саксонијом, Саксонија-Анхалтом, Саксонијом, Баварском и Хесеном. У највеће градове спадају: Ерфурт (200.000), Гера (110.000), Јена (103.000), Вајмар (64.000), Гота (50.000), Ајзенах (44.200) и Зул (46.700).
Најупадљивија географска област Тирингије је Тирингијска шума (Thüringer Wald), планински ланац на југозападу. На северозападу у Тургинију спада и мали део Харц планина. Источни део Тиргиније је махом равничарски. Река Зале тече кроз ове равнице од југа ка северу.
Види такође: Списак места у Тирингији.
Тирингија је подељена у 17 области (Landkreise):

| 1. Алтенбургер Ланд 2. Ајхсвелд 3. Гота 4. Грајц 5. Хилдбургхаузен 6. Илм-Крајс | 1. Кифхојзеркрајс 2. Нордхаузен 3. Зале-Холцланд 4. Зале-Орла 5. Залфелд-Рудолштат 6. Шмалкалден-Мајнинген | 1. Земерда 2. Зонеберг 3. Унструт-Хаиних 4. Вартбургкрајс 5. Вајмарер Ланд |

Осим тога постоји и шест независних градова, који не спадају ни у једну област:
1. Ерфурт
2. Ајзенах
3. Гера
4. Јена
5. Зул
6. Вајмар

## Историја
Име је добила по Тирингијцима (Thuringii) народу који се тамо населио око 300. године. Тирингија је дошла под франачку власт у 6. веку, а касније ће бити део Светог римског царства. Након уништења владајуће лудовишке грофовске династије, 1247, и рата (1247—1264), западни део је постао независан под именом Хесен, и никада више није био део Тиргиније. Већина преостале Тирингије је пала под власт династије Ветин из оближњег Мајсена, језгра каснијег војводства и краљевства Саксоније. Са поделом куће Ветина, 1485, Тирингија је припала једном делу породице, и касније је подељена у већи број мањих држава према саксонској традицији дељења наслеђа међу мушким наследницима. Ово су била саксонска војводства. Чиниле су их државе Саксонија-Вајмар, Саксонија-Мајнинген, Саксонија-Алтенбург, Саксонија-Кобург, Саксонија-Гота, Шварцбург-Зондерсхаузен, Шварцбург-Рудолштат и две кнежевине Ројса (Reuß). Оне сада сачињавају државу Тирингију. 'Тирингија' је постала чисто географски концепт.
Уз наполеонску Рајнску конфедерацију створену 1806, започело је територијална реорганизација, што је потврђено на Бечком конгресу (1814—1815) стварањем Немачке конфедерације.
Тирингијске државе унутар Немачког царства су биле Саксонија-Вајмар-Ајсенах, Саксонија-Мајнинген, Саксонија-Алтенбург, Саксонија-Кобург-Гота, Шварцбург-Зондерсхаузен, Шварцбург-Рудолштат и две кнежевине Ројса.
У Вајмарској републици која је настала након Првог светског рата, ове династичке мини-државе су престале да постоје. Тирингија је поново успостављена као политички ентитет 1920, спајањем наследних територија; само су најјужнији делови Саксоније-Кобург-Готе гласали да се припоје Баварској. Град Ерфурт, иако окружен тиргинијском територијом је остао део Пруске. Вајмар је постао нова престоница Тиргиније.
Држава Тирингија је била под совјетском окупацијом после (1946) и подељена у три области, 1952. године током државно-административне реформе Источне Немачке. Поново је успостављена са нешто измењеним границама након поновног уједињења Немачке, 1990.

## Становништво

### Највећи градови
| Ерфурт Јена | 1.  | Ерфурт     | 203.485 | Гера Вајмар |
| Ерфурт Јена | 2.  | Јена       | 106.915 | Гера Вајмар |
| Ерфурт Јена | 3.  | Гера       | 95.384  | Гера Вајмар |
| Ерфурт Јена | 4.  | Вајмар     | 63.236  | Гера Вајмар |
| Ерфурт Јена | 5.  | Гота       | 44.371  | Гера Вајмар |
| Ерфурт Јена | 6.  | Нордхаузен | 41.926  | Гера Вајмар |
| Ерфурт Јена | 7.  | Ајзенах    | 41.744  | Гера Вајмар |
| Ерфурт Јена | 8.  | Зул        | 35.967  | Гера Вајмар |
| Ерфурт Јена | 9.  | Алтенбург  | 33.343  | Гера Вајмар |
| Ерфурт Јена | 10. | Милхаузен  | 33.235  | Гера Вајмар |